# Nashville (pel·lícula)
Nasville és una pel·lícula estatunidenca dirigida per Robert Altman, estrenada el 1975. Va ser subtitulada en català

## Argument
Aquesta pel·lícula explica històries que es creuen de diversa gent connectada al negoci de la música a Nashville. Barbara Jean és la reina de Nashville però és a prop de la ruïna. Linnea i Delbert Reese tenen un matrimoni vacil·lant i 2 nens sords. Opal és una periodista britànica que visita l'àrea. Aquestes i altres històries s'ajunten en un clímax dramàtic: un mosaic visual i auditiu molt americà en el seu bicentenari.

## Repartiment
- David Arkin
- Richard Baskin
- Barbara Baxley
- Ned Beatty
- Karen Black
- Ronee Blakley
- Timothy Brown
- Keith Carradine
- Geraldine Chaplin
- Robert DoQui
- Shelley Duvall
- Allen Garfield
- Henry Gibson
- Scott Glenn
- Jeff Goldblum
- Barbara Harris
- David Hayward
- Merle Kilgore
- Michael Murphy
- Allan F. Nicholls
- Dave Peel
- Cristina Raines
- Bert Remsen
- Lily Tomlin
- Gwen Welles
- Keenan Wynn

## Premis i nominacions

### Premis
- Oscar a la millor cançó original per I'm Easy (1975)
- Globus d'Or a la millor cançó original per I'm Easy (1976)

### Nominacions
- Oscar al millor director per Robert Altman
- Oscar a la millor actriu secundària per Ronee Blakley i Lily Tomlin
- César a la millor pel·lícula estrangera